# قراقلی
قراقلی نوعی کلاه است که از پشم گوسفند قره‌قل ساخته می‌شود.

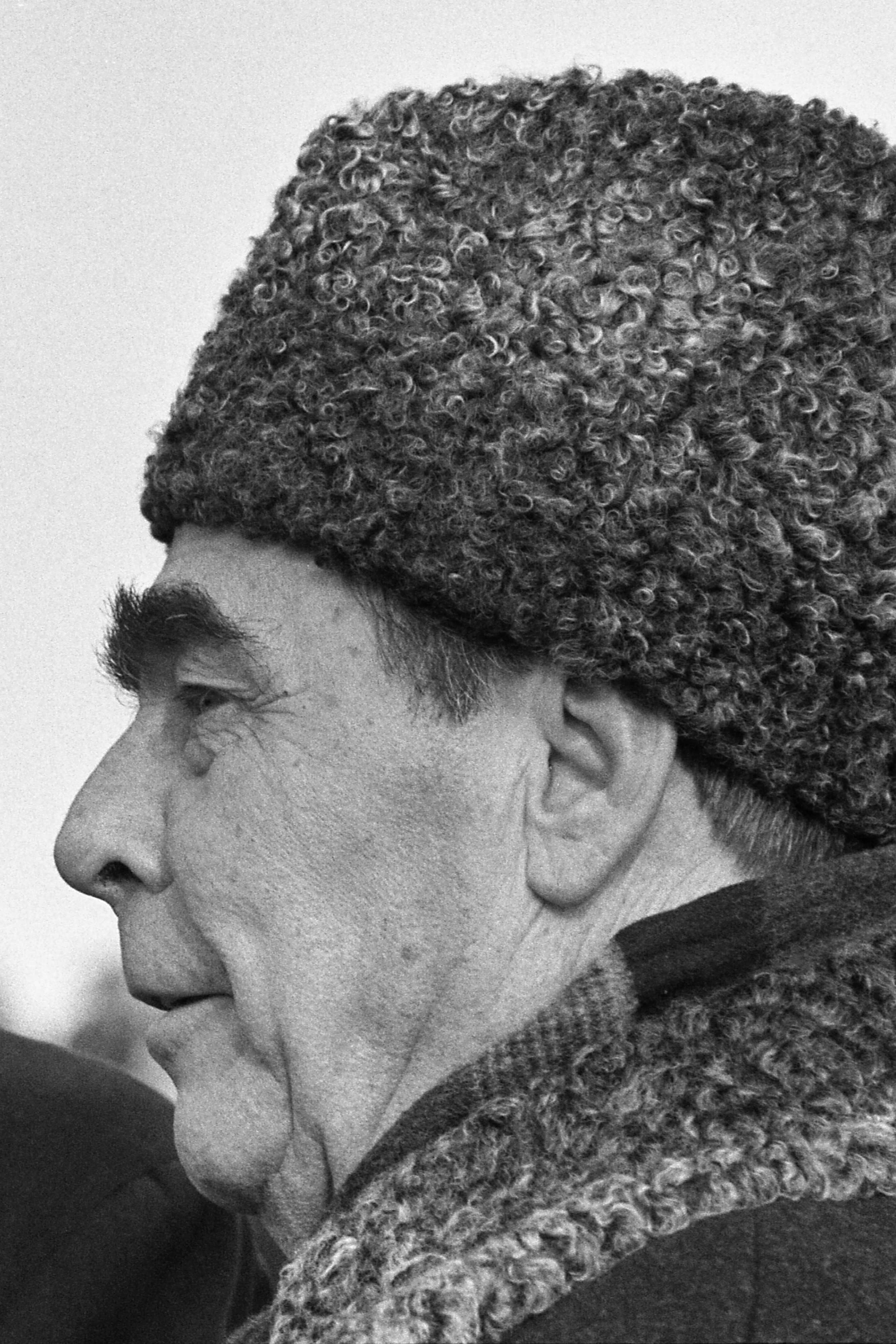
قراقلی بر سر لئونید برژنف ۱۹۷۴

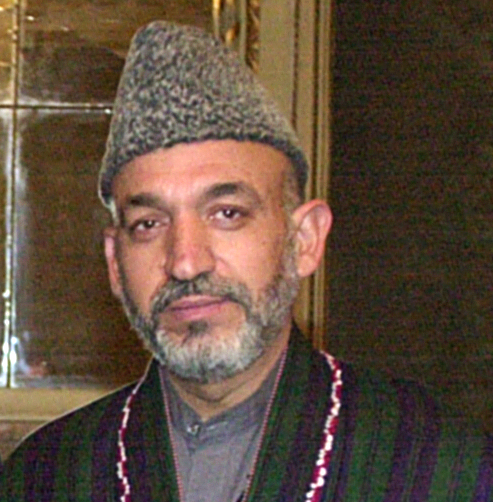
حامد کرزی اغلب کلاه قراقلی بر سر می‌گذارد.